# Venusfiguriner
För andra betydelser, se Venus (olika betydelser).

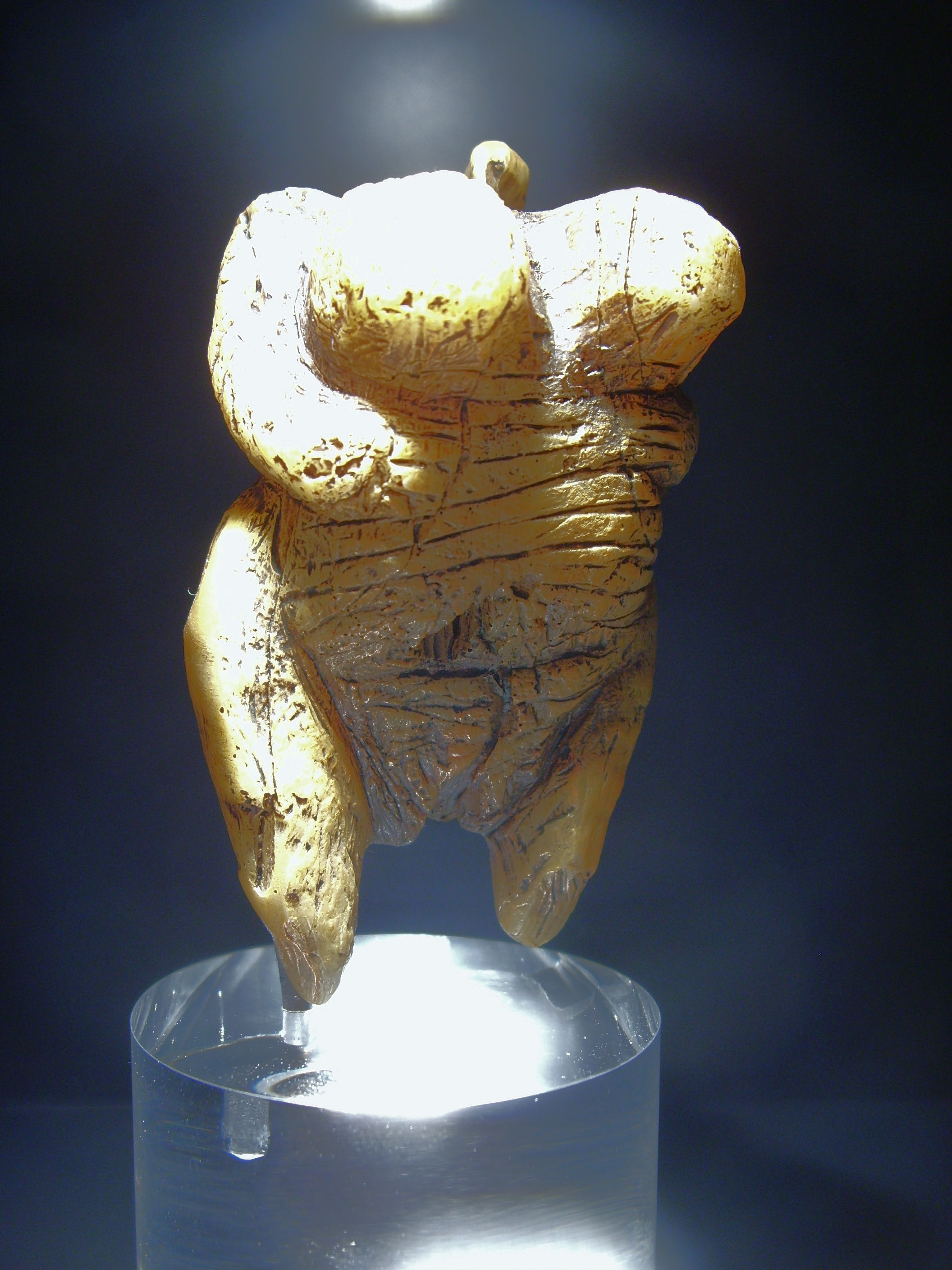
Venus från Hohle Fels är världens äldsta kända venusfigurin.

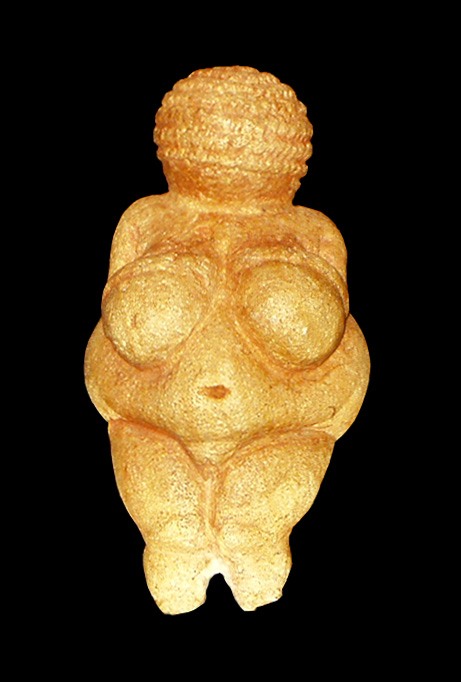
Venus från Willendorf.

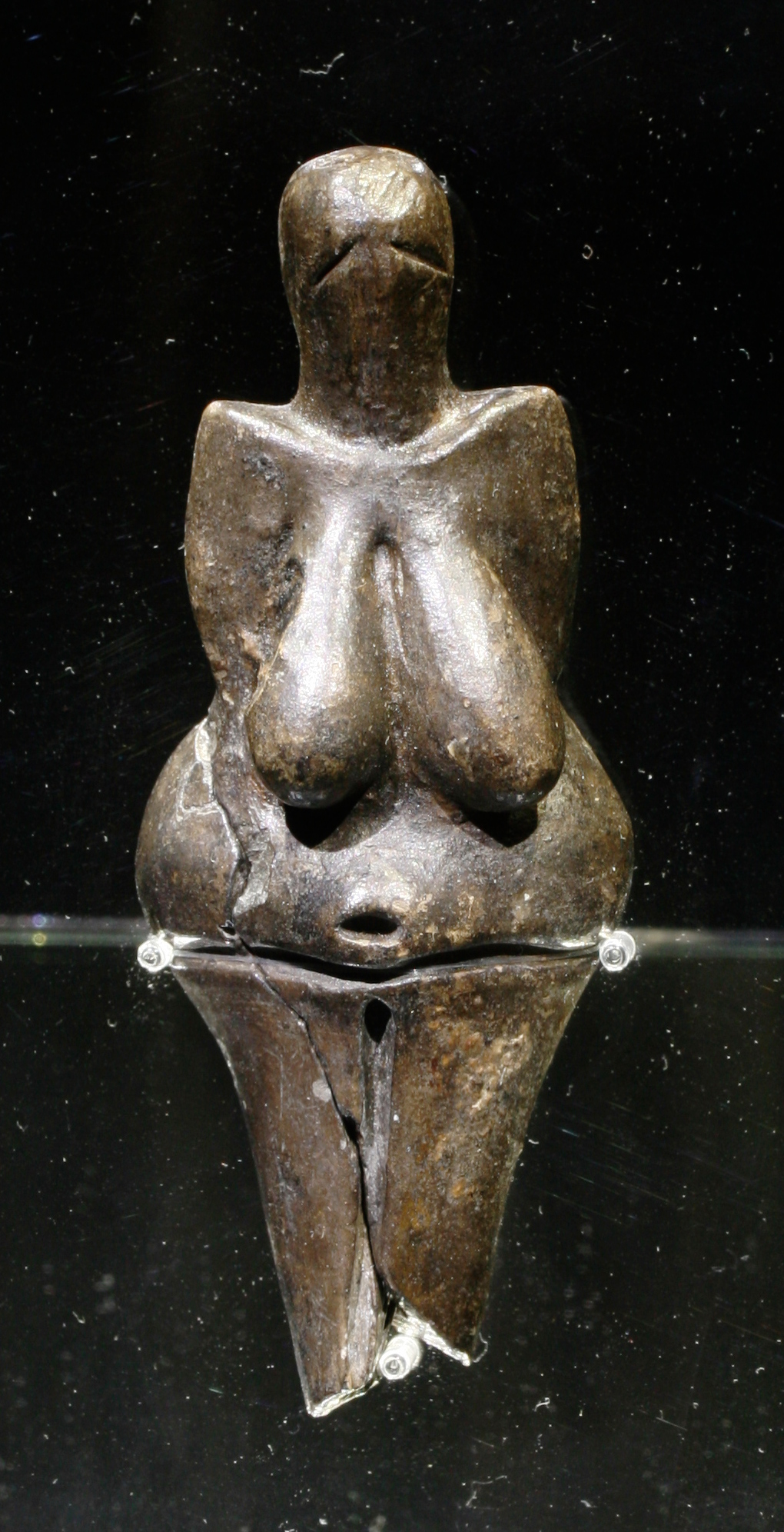
Venus från Dolní Věstonice är världens äldsta venusfigurin av keramik.

Venusfiguriner är ett samlingsbegrepp för fler än 200 kvinnofiguriner, vilka återfunnits i stora delar av Europa och i den asiatiska delen av Ryssland, och kunnat dateras till senpaleolitikum.
Venusfigurinerna har vissa gemensamma drag: 
- de är oftast avbildade upprättstående
- ansiktena är oftast utan detaljer och riktade mot marken
- erogena zoner är ofta överdrivna och icke-erogena zoner, såsom armar och ben, är ofta nedtonade
- de har ofta huvudbonad eller håruppsättning
- de är oftast nakna

## Historik
Den första upptäckterna av venusfiguriner gjordes under andra hälften av 1800-talet. Flera viktiga fynd gjordes runt sekelskiftet 1800/1900. Venus från Brassempouy upptäcktes 1893 av Édouard Piette och fyra år senare fann Salomón Reinach täljstensstayetten Venus från Grimaldi i en av Balzi Rossigrottorna nära den fransk-italienska gränsen vid Medelhavet. Venus från Willendorf, den mest berömda venusfigurinen,  grävdes upp 1908 i ett lössjordslager i Donaudalen i Österrike.

### Datering
Figurinerna har hittats över hela Europa och kommer såväl från aurignacienkulturen (35 000–16 000 före Kristus), gravettienkulturen (26 000–20 000 före Kristus) och magdalénienkulturen (20 000–10 000 före Kristus). Dateringen är ofta problematisk, eftersom fyndkontext i många fall saknas på grund av figurerna hittades vid rovgrävningar utan dokumentation i början av 1900-talet[källa behövs]. Bland annat av detta skäl kan figuriner felklassificeras som yngre än de är. Det finns dock exempel på figuriner som med säkerhet tillhör aurignacienkulturen, bland annat Venus från Hohle Fels och Venus från Galgenberg samt andra djur- och människofigurer från Vogelherd och Hohle Fels i södra Tyskland.
Det finns en väsentlig skillnad mellan figuriner från gravettien- respektive magdalenienkulturerna. I det förstnämnda fallet utgör venusfigurinerna majoriteten av det totala antalet upphittade figurer, medan det under magdalenienkulturen var vanligare med djurfigurer än med venusfiguriner. Ännu en skillnad är att få gravettienfiguriner har inristningar, vilket är vanligt för magdalenienfiguriner.

## Geografisk utbredning
- Gravettienkulturen (Västeuropa)
- Pavlovian (Centraleuropa)
- Kostenkian (Ryssland)
- Mal'ta (Sibirien)

Då tidsperioder sammankopplas med geografisk utbredning, används ytterligare de två kategorierna Tursac Interstadial (21 000 före Kristus) i Västeuropa och Briansk Interstadial (21 000 - 18 000 före Kristus) i Östeuropa), vilka inkluderar de fyra ovanstående vilket betyder att kulturernas utbredning i tiden under nämnda interstadialer. Östeuropa skiljer sig kulturellt och kontextuellt från Västeuropa på flera punkter. I Västeuropas gravettienkultur levde man till exempel i huvudsak i grottor och bergrum och sällan på öppna platser, medan huskonstruktioner utan relation till grottor eller bergrum var vanliga i Östeuropa. Det är också i sådana huskonstruktioner som venusfiguriner påträffats i Östeuropa.

## Utseende och funktion

### Material
Figurinerna har tillverkats i kalksten, serpentin, täljsten, mammutelfenben och keramik. Vid Dolní Věstonice har påträffats spår efter en keramikfabrik, där venusfiguriner modellerats och bränts. Den äldsta venusfigurin som påträffats är Venus från Hohle Fels, vilken är omkring 35 000 år gammal och snidad i mammutelfenben.

### Funktion och tolkningar
En uppfattning är att figurinerna avbildar modergudinnor, vilka ingått i samhällenas religiösa system. Andra har menat, att figuriner som Venus från Lespugue och venusfiguriner från Balzi Rossi, illustrerar alternativa medvetandetillstånd och shamanistiska riter. Venusfigurinernas överproportionerade erogena zoner har även bidragit till spekulationer om att dessa var pornografika.

## Venusfiguriner i urval
| Namn                            | Uppskattad ålder, antal år | Fyndplats                           | Material        | bild |
| Venus från Hohle Fels           | 35 000                     | Schwäbische Alb, Tyskland           | mammutelfenben  |      |
| Venus från Galgenberg           | 30 000                     | Niederösterreich, Österrike         | serpentin       |      |
| Venus från Monpazier            | 30 000                     | Monpazier, Frankrike                | täljsten        |      |
| Elfenbens-Venus från Kostenki   | 30 000                     | Kostenki, Voronezj oblast, Ryssland | mammutelfenben  |      |
| Venus från Dolní Věstonice      | 27 000                     | Mähren, Tjeckiska republiken        | keramik         |      |
| Venus från Gagarino             | 22 000                     | Gagarino, Ukraina                   | tuff            |      |
| Venusfiguriner från Balzi Rossi | 22 000–28 000              | Balzi Rossi, Italien                |                 |      |
| Venus från Brassempouy          | 25 000                     | Aquitaine, Frankrike                | mammutelfenben  |      |
| Venus från Lespugue             | 24 000                     | Pyrenéerna, Frankrike               | mammutelfenben  |      |
| Venus från Willendorf           | 24 000                     | Niederösterreich, Österrike         | kalksten        |      |
| Venus från Petřkovice           | 23 000                     | Mähren, Tjeckiska republiken        | hematit         |      |
| Venus från Mal'ta               | 23 000                     | Irkutsk oblast, Ryssland            | mammutelfenben  |      |
| Venus från Moravany             | 23 000                     | Záhorie, Slovakien                  | mammutelfenben  |      |
| Kalkstens-Venus från Kostenki   | 21 000–23 000              | Kostenki, Voronezj oblast, Ryssland | kalksten        |      |
| Venus från Grimaldi             | 25 000                     | Grimaldi, Cosenza, Italien          | täljsten        |      |
| Venus från Laussel              | 20 000                     | Dordogne, Frankrike                 | kalkstensrelief |      |
| Venus från Engen                | 16 000                     | Peterfels, Engen, Tyskland          | beckkol         |      |
| Venus från Maininsk             | 16 000                     | Mainink, Sibirien, Ryssland         | keramik         |      |
| Venus från Monruz               | 13 000                     | Neuchâtel, Schweiz                  | beckkol         |      |
| Venus från Savignano            | 10 000–18 000              | Savignano sul Panaro, Italien       | serpentin       |      |
| Venus från Trasimeno            | -                          | Lago Trasimeno, Italien             | täljsten        |      |
| Venus från Parabita             | 12 000–14 000              | Parabita, Italien                   | benet av hästen |      |